# Gelis bicoloratus
Gelis bicoloratus là một loài tò vò trong họ Ichneumonidae.